# Morningrise
Morningrise to drugi studyjny album szwedzkiej grupy deathmetalowej Opeth, wydany w 1996 roku. W Polsce album na kasecie wydała wytwórnia Mystic Production.

## Lista utworów
Opracowano na podstawie materiału źródłowego.
| Nr | Tytuł utworu                         | Słowa            | Muzyka                           | Długość |
| -- | ------------------------------------ | ---------------- | -------------------------------- | ------- |
| 1. | „Advent”                             | Mikael Åkerfeldt | Mikael Åkerfeldt, Peter Lindgren | 13:46   |
| 2. | „The Night And The Silent Water”     | Mikael Åkerfeldt | Mikael Åkerfeldt, Peter Lindgren | 11:00   |
| 3. | „Nectar”                             | Mikael Åkerfeldt | Mikael Åkerfeldt, Peter Lindgren | 10:09   |
| 4. | „Black Rose Immortal”                | Mikael Åkerfeldt | Mikael Åkerfeldt, Peter Lindgren | 20:14   |
| 5. | „To Bid You Farewell”                | Mikael Åkerfeldt | Mikael Åkerfeldt, Peter Lindgren | 10:57   |
| 6. | „Eternal Soul Torture” (demo, bonus) | David Isberg     | Mikael Åkerfeldt, Peter Lindgren | 8:35    |
|    |                                      |                  |                                  | 1:14:41 |

## Twórcy
Opracowano na podstawie materiału źródłowego.
| Zespół Opeth w składzie - Mikael Åkerfeldt – wokal prowadzący, gitara elektryczna - Peter Lindgren – gitara elektryczna, gitara akustyczna - Johan DeFarfalla – gitara basowa - Anders Nordin – perkusja |  | Inni - Stefan Guteklint – gitara basowa (6) - Dan Swanö – produkcja muzyczna, inżynieria dźwięku, miksowanie - Peter In De Betou – mastering - Tuija Lindström, Lennart Kaltea, Tom Martinsen, Timo Ketola – oprawa graficzna |